# Ash Grove
Ash Grove, Missouri är en stad i Greene County, Missouri. 

## Storlek
Staden hade 1 472 invånare vid folkräkningen 2010. Den ingår i Springfields storstadsområde som hade 520 589 invånare enligt samma folkräkning.

## Historia
Nathan Boone byggde en gård här 1837. Ash Grove utlades som tätort 1870. 